# Näs slott
Näs slott (ook wel Visingsö borg en Näsborg genoemd) was een middeleeuwse burcht, gelegen op het Zweedse eiland Visingsö.
De burcht lag aan de zuidwestzijde van het eiland en was een belangrijk onderkomen voor de Zweedse koningen tussen 1100 en 1300. De eerste bebouwing werd onder leiding van Sverker I van Zweden gedaan. Zijn zoon Karel VII van Zweden zette de bebouwing voort en was de eerste koning die er zich liet begraven. Begin 12e eeuw was Näs de belangrijkste handelsplaats van Midden-Zweden. Geleerden zijn het er echter niet over eens of de burcht een permanente verblijfplaats of een sporadisch verblijf was voor de koningen van Zweden. In 1318 verbleef de laatste koning in de burcht, dit was Birger I van Zweden, hij verbleef er echter in ballingschap.
De hedendaagse burcht is vervallen, maar grotendeels nog wel aanwezig. Het is vrij te bezichtigen en wordt vooral bezocht door dagtoeristen die met de pont vanaf Gränna komen.

## Burchtheren
Een aantal koning van Zweden overleden in de burcht en werden er ook begraven:
- Sverker I van Zweden (1156)
- Karel VII van Zweden (1167)
- Birger Brosa (1202)
- Erik X van Zweden (1216)
- Johan I van Zweden (1222)
- Magnus I van Zweden (1290)